# Llengua de bou esblanqueïda
|  | Aquest article tracta sobre Hydnum repandum var album, una espècie de bolet anomenada llengua de bou esblanqueïda . Vegeu-ne altres significats a « llengua de bou (desambiguació)». |

La llengua de bou esblanqueïda (Hydnum repandum var. album) és un fong basidiomicot de l'ordre de les cantarel·lals i de la família de les hidnàcies. És una varietat de la llengua de bou que es caracteritza per ser tota ella gairebé blanca. Es diferencia d'altres espècies blanques de llengua de bou, com la llengua de bou blanca (Hydnum pallidus), per la mida de les espores i que creix en sòls àcids.

## Taxonomia
Descrita per primera vegada l'any 1888 com Sarcodon repandus var. albus pel naturalista i micòleg francès Lucien Quélet.
El micòleg anglès Carleton Rea l'any 1922 va transferir la varietat al gènere Hydnum: H. repandum var. album.

## Descripció
Bolet de mig a gran, carnós; barret de 40-110 mm de diàmetre; convex de jove, estès i aplanat en madurar, de marge quelcom involut; superfície seca, de blanca a camussa molt pàl·lid o crema.
Agulletes blanques; de decurrents a gairebé decurrents, rarament no decurrents; fràgils, trencadisses; de secció circular; denses, agudes.
Cama curta, de 35–60 mm longitud, 7–14 mm de diàmetre a la part superior; de cilíndrica a lleugerament clavada; sovint excèntrica; blanca en el jove, bru ocraci pàl·lida en madurar o el frec.
Carn trencadissa, que fa difícil collir el bolet sencer; blanca, que es torna groga i posteriorment ataronjada en estar en contacte amb l'aire; compacta i no sol corcar-se; olor és fruitada, lleugerament amargant al tast
Basidiòspores de 7.0–8.5 × 6.2–7.5 μm; Q = 1.08–1.25; subgloboses; llises, de parets primes i hialines (translúcides)

## Hàbitat
Des de l'estiu fins a finals de tardor; preferentment en sòls silicis; des de l'estatge subalpí dels Pirineus al litoral; solitari o en grups, sovint nombrosos, en tota mena de boscos, tant de planifolis com de coníferes..

## Distribució
Àmpliament distribuïda a Europa i assenyalada com una espècie comuna. S'ha citat de Xina però les dades resultants de les anàlisis filogenètiques condueixen a considerar que són cites errònies i que H. repandum només es coneix d'Europa.

## Espècies semblants
En sòls calcaris i en pinedes de pi blanc, en els mateixos llocs on surt la llenega (Hygrophorus latitabundus), es pot trobar la llengua de bou blanca (Hydnum pallidum), totalment blanca i menys amargant.
Swenie et al. consideren que  H. repandum var. album és una varietat europea  i que les cites americanes referides a aquesta varietat corresponen a l'espècie Hydnum subtilior que inclouria les cites anteriors de Coker WC and Beers AH (1951), Smith et al. (1981), Harrison and Grund (1987) i Roody WC (2003).

## Comestibilitat
És un bon comestible, amb un gust dolç i de nou quan és jove i amb una textura cruixent. En envellir, recomanen que s'escaldi una bona estona ja que així perd l'amargantor de la carn. Especialment recomanat per guisats, car absorbeix líquids i agafa el gust dels altres ingredients. Manté la textura ferma un cop cuit pel que tolera perfectament la congelació i l'escabetx.
És valorat pels boletaires pel fet de ser un bolet que no es cuca i de no tenir bolets semblants que siguin tòxics. Just acabats de collir, recomanen fer servir un pinzell o brotxa per, delicadament, netejar el barret i la cama. D'aquesta manera s'evita que restes de sòl quedin retingudes entre les agulletes.